# Hermann von Barth

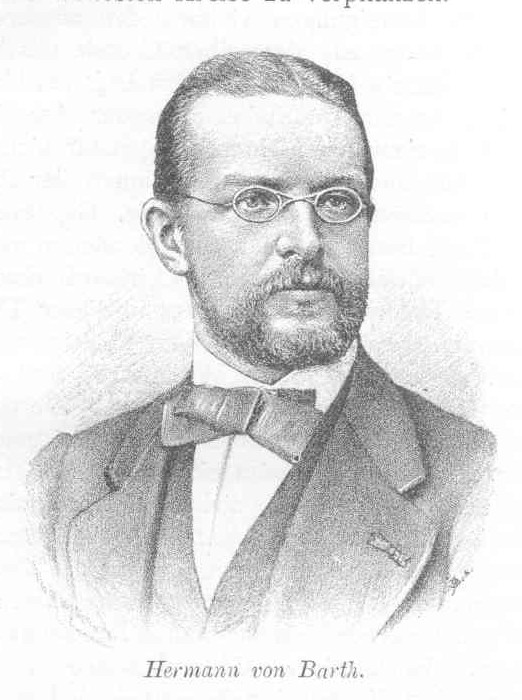

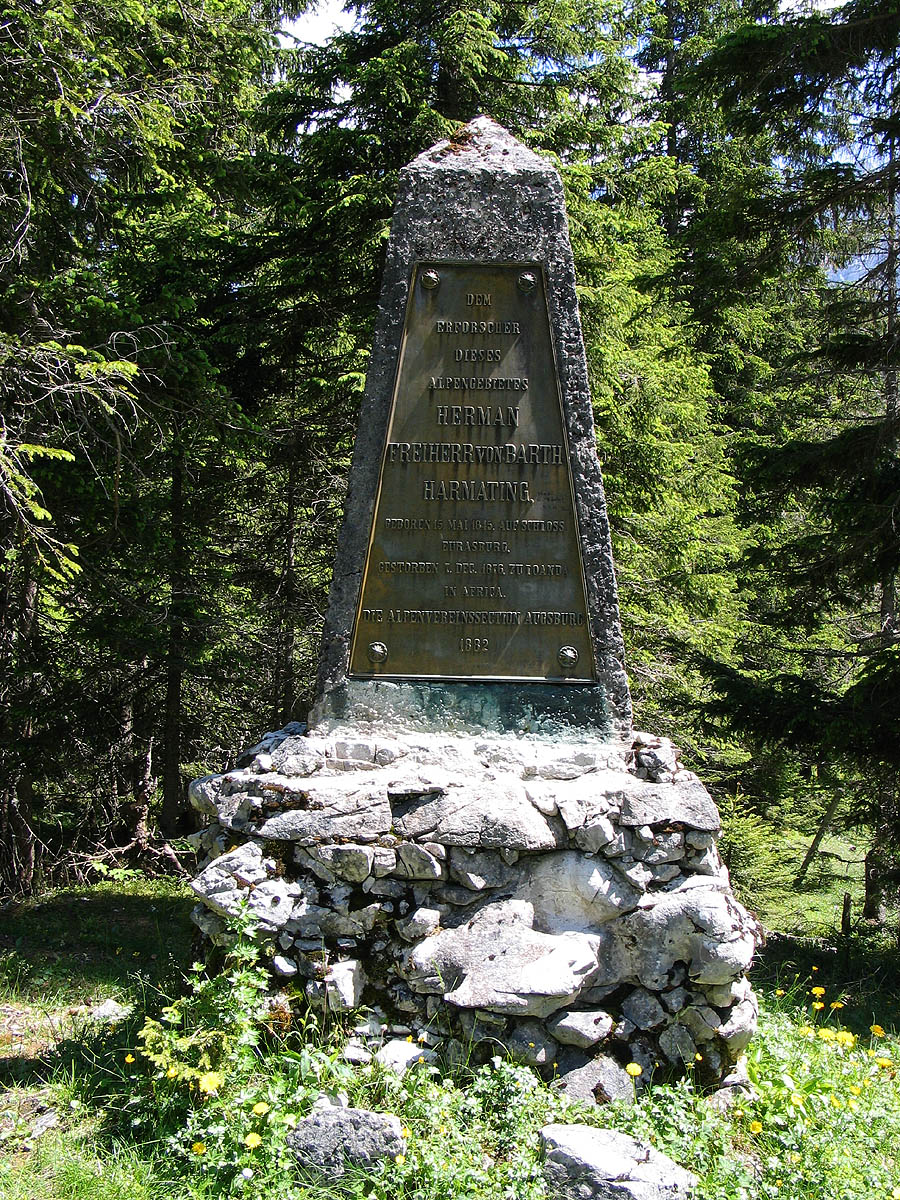
Herdenkingsmonument voor Hermann von Barth in de Kleine Ahornboden in de Karwendel

Hermann von Barth (kasteel Eurasburg in Beieren. 5 juni 1845 - São Paulo da Assunção de Loanda (Portugees Angola), 7 december 1876) was een bekend Duits bergbeklimmer.
Hij werd geboren op kasteel Eurasburg in Beieren. Hij studeerde rechtsgeleerdheid in München. Vanaf 1873 studeerde hij tevens natuurwetenschappen. In 1876 pleegde hij tijdens een wetenschapsreis in Afrika zelfmoord, toen hij ernstig ziek was geworden.
In 1868 begon hij bij Berchtesgaden de tot dan toe grotendeels onontsloten Berchtesgadener Alpen te verkennen. In 1869 beklom hij in de Allgäuer Alpen 44 bergen. Bij drie van deze bereikte hij als eerste klimmer de top.
Desalniettemin is hij vooral bekend als ontsluiter van het Karwendelgebergte. In de zomer van 1870 bedwong hij in zijn eentje 88 bergen. Hiervan werden twaalf bergtoppen voor het eerst beklommen, waaronder de Birkkarspitze, de Kaltwasserkarspitze, de Laliderer Spitze, de Große Seekarspitze, de Grubenkarspitze, de Östliche Karwendelspitze, de Vogelkarspitze, de Wörner en de Kuhkopf. Het jaar daarop bereikte hij in het Wettersteingebergte meerdere bergtoppen als eerste.
In 1874 schreef hij over zijn ervaringen en bergtochten, welke hij voor het merendeel alleen volbracht, in het boek Aus den Nördlichen Kalkalpen. Dit boek geldt thans als een klassieker in de Alpenliteratuur.
De in de Karwendel gelegen bergtop Barthspitze werd naar Hermann von Barth vernoemd. Ook de Barthgrat (overgang van Katzenkopf naar Mittlere Jägerkarspitze, Karwendel) en de rotsspleet Barthkamin (Risser Falk, Karwendel) danken hun naam aan hem. De beveiligde klim vanaf de Meilerhütte naar de Partenkirchener Dreitorspitze wordt Hermann-von-Barth-Weg genoemd.